# 博物館学
博物館学（はくぶつかんがく、ミュゼオロジー、英語：museology、museum studies）とは、博物館、美術館などをどのように組織作りし、管理運営し、さらにまたその展示品、収集品を充実させ、意味のあるものに発展させていくかということについて研究し、また実際にその活動として生かしていく手立てのことである。
大学（短期大学を除き、大学院を含む）で、博物館法上の学芸員となる資格を取得できるコースが提供されている。

## 博物館学の分野

### 中核領域
- 博物館経営論 - 経営論
- 博物館情報論 - 情報論
- 博物館教育論 - 教育学
- 博物館史学 - 歴史学
- 博物館機能論 - 機能論
- 博物館展示法 - 展示方法
- 博物館調査研究法 - 調査研究方法 （調査・研究）
- 博物館資料論 - 資料論
- 博物館資料収集法 - 収集方法
- 博物館資料整理法 - 整理方法
- 博物館資料保管法 - 保管方法
- 博物館建設論 - 建設論
- 博物館施設論 - 施設論
- 博物館設備論 - 設備論
- 視聴覚教育メディア論 - 視聴覚教育論 - メディア論
- 博物館実習 - 実習

### 周辺領域
- 博物学
- 文化史
- 美術史
- 考古学
- 民俗学
- 自然科学史 - 科学史 - 自然史
- 物理学
- 化学
- 生物学
- 地学

### 参照領域
- 生涯学習論
- 教育学